# Arctosa raptor
Arctosa raptor là một loài nhện trong họ Lycosidae.
Loài này thuộc chi Arctosa. Arctosa raptor được Wladislaus Kulczynski miêu tả năm 1885.